# Monasterio Goritsky (Goritsy)

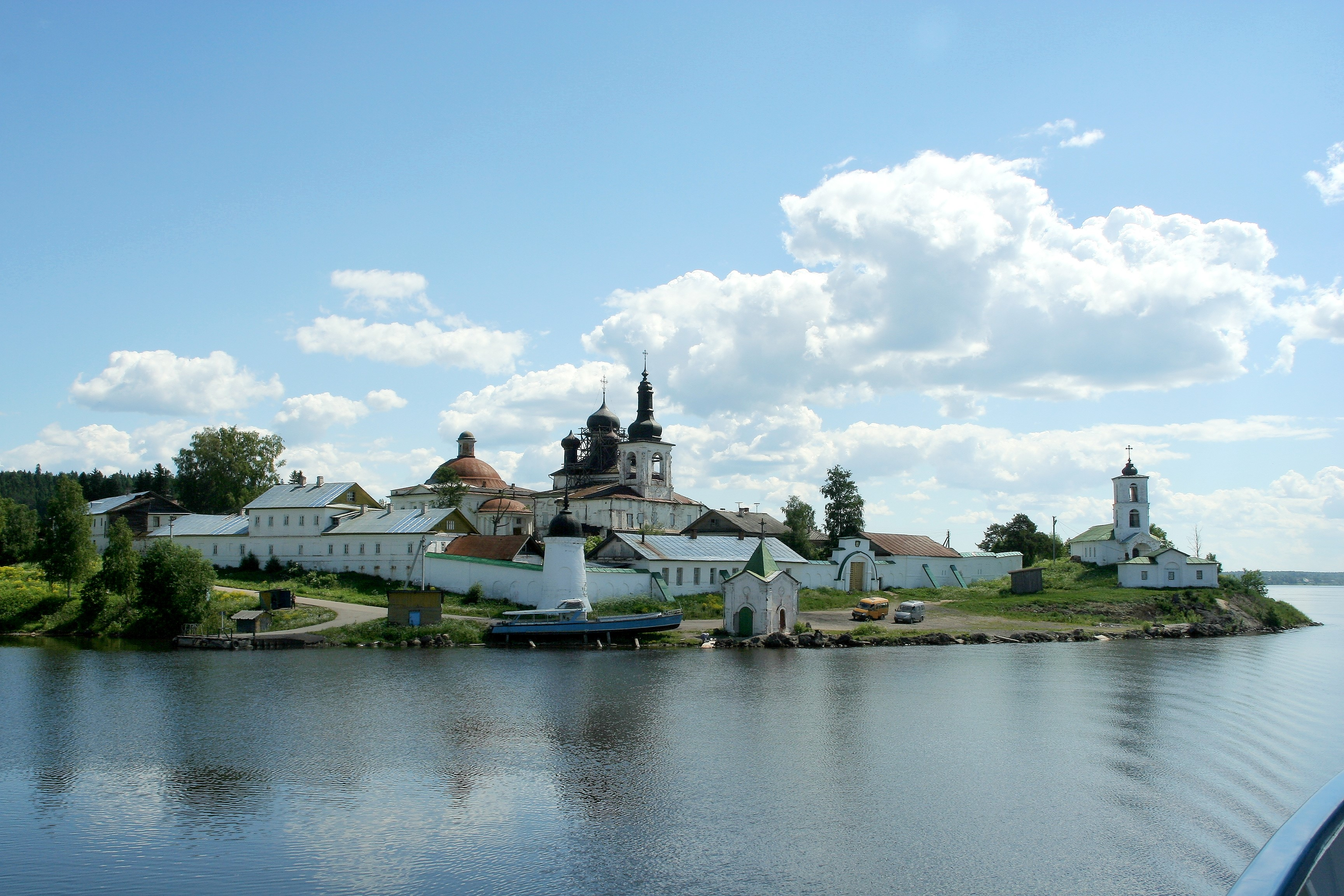
Vista del monasterio.

El monasterio de la Resurrección de Góritsy (del ruso: Горицкий Воскресенский монастырь) es un monasterio ortodoxo femenino, situado en el pueblo de Góritsy, en el óblast de Vólogda, al norte de Rusia. Se encuentra a seis kilómetros del monasterio Kirilo-Belozerski.
El monasterio fue fundado en 1544 por la princesa Eufrosinia Stáritskaya (nacida princesa Jovánskaya), cuyo marido fue Andréi (1490-1533, hermano menor del gran príncipe Basilio III y, por tanto, tío de Iván el Terrible. Eufrosinia había levantado a los habitantes de Nóvgorod contra el poder de los príncipes de Moscú y fue encarcelada entre 1537 y 1540. Finalmente el príncipe Shúiski, consejero de Iván el Terrible, consiguió convencerlo de que la liberara. Sin embargo, su joven hijo Vladímir (1533-1569), que había sido encerrado con ella, era considerado como un posible zarévich por los detractores del zar, ya que el hijo de Iván, Dimitri (1582-1591), no había nacido todavía.
Iván el Terrible tenía, por tanto, razones para desconfiar de su tía. La obligó finalmente a tomar los votos en el monasterio de San Atanasio de Moscú, en 1563, y poco después a incorporarse, con el nombre de "Madre Eudoxia", al monasterio de Góritsy, que había sido fundado por ella. Fue una bordadora de oro remarcable, siendo visibles algunos de sus trabajos en el Museo Ruso de San Petersburgo. Terminó su vida en el convento, muriendo el 20 de octubre de 1569, el mismo año del asesinato de su hijo. Fue canonizada por la Iglesia ortodoxa.

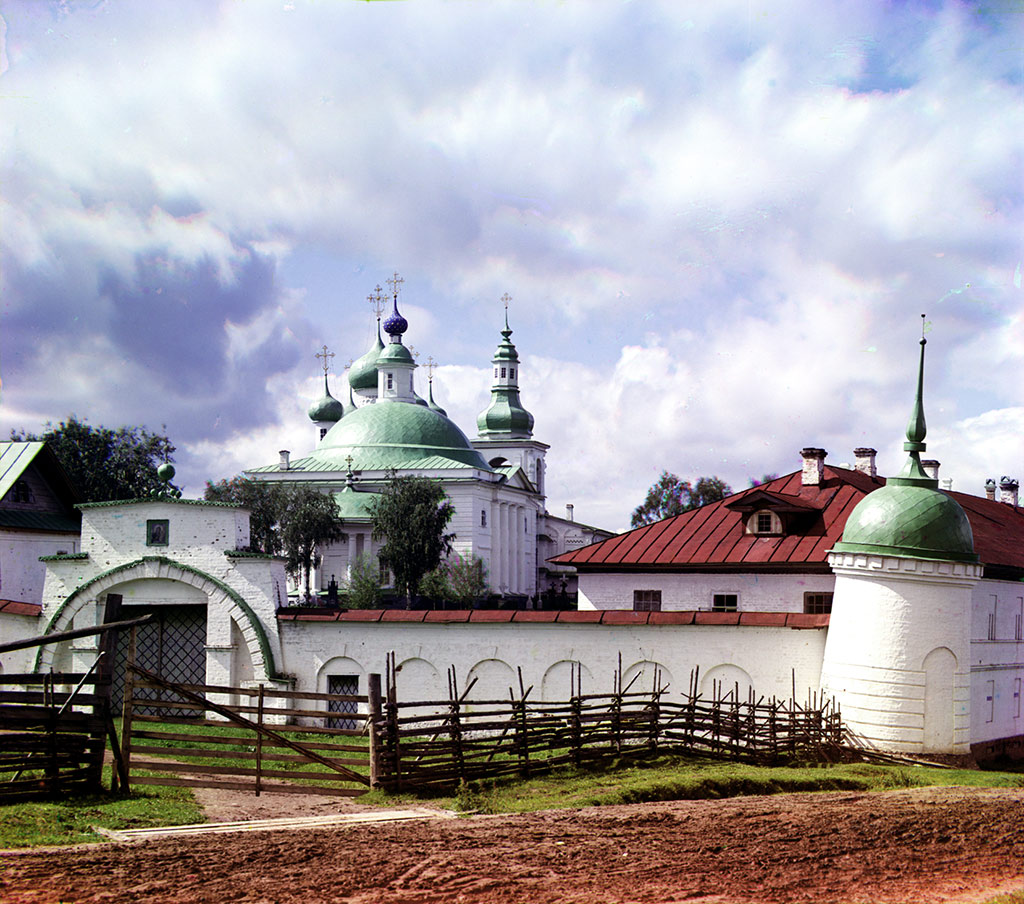
Catedral de la Trinidad del monasterio, 1909, fotografía de Serguéi Prokudin-Gorski.

En 2007, se encontraron dos cuerpos de mujer y algunos consideran, pese a la desconfianza de los historiadores, que uno de ellos es el de la fundadora, no obstante se considera que fue enterrada en la iglesia de San Miguel Arcángel del Kremlin de Moscú.
El monasterio fue cerrado por los bolcheviques en 1920. En 1970, fue incluido en el zapovédnik histórico-natural del monasterio Kirilo-Belozerski y sus alrededores.
A principios de la década de 1990, se instaló de nuevo en el convento una comunidad de religiosas.